# Fumanschu
Fumanschu (* 26. Januar 1977 in West-Berlin; bürgerlich Johannes Schroth) ist ein deutscher Rapper.

## Biografie
Bereits in jungen Jahren kam er durch die zweite Breakdance-Welle mit der Oldschool in Berührung und versuchte sich als Produzent. Im Alter von 17 Jahren gründete er mit den ebenfalls aus Berlin-Zehlendorf stammenden Rappern Justus, Illo und Martin B. die Funkfüxe. Gemeinsam mit Kool Savas und Justus formierte er 1996 die Masters of Rap (MOR), denen sich kurze Zeit später auch die restlichen Funkfüxe anschlossen.
2000 veröffentlichte Fumanschu sein erstes Tape „Niedere Motive“ auf Royal Bunker, nachdem er schon seit 1996 auf verschiedenen Tapes und Demotapes vertreten war. 2001 erschien „NLP“ als ein Gemeinsames Album mit MOR, welches sogar in die Top 60 der Albumcharts kletterte. Nach dem Mixtape „Blackbooktape“ veröffentlichte er 2003, nach mehreren Terminverschiebungen das Album „The Funky Adventures Of Fumanschu“ sowie die Maxi „FuManCar“ ebenfalls auf Royal Bunker. Als letzte Veröffentlichungen erschien 2005 das MOR-Mixtape „HipHop is Still OK!“ und 2007 das 2. Album von M.O.R: „Simply the Best“.

## Diskografie

### Soloveröffentlichungen
Alben
- 2000: Niedere Motive (Kassette)
- 2003: The Funky Adventures Of Fumanschu

Mixtapes
- 2002: Blackbooktape (Kassette)

Singles
- 2001: Kalte Füsse Vinyl (mit Flash Robsen)
- 2003: FuManCar
- 2025: Schwarzer Monolith (mit Justus)

### Crewveröffentlichungen
Alben
- 2001: NLP (mit M.O.R.)
- 2005: HipHop Is Still OK! (Mixtape) (mit M.O.R.)
- 2007: Simply The Best (mit M.O.R.)

Singles
- 2001: NEP-Rolex (mit M.O.R.)
- 2008: Flachdach (mit 120BPM Gang)